# Monolito de Kurkh

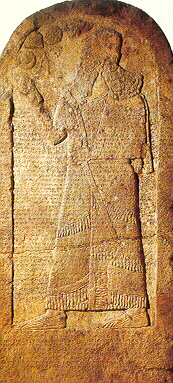
Monolito de Kurkh

El monolito de Kurkh es una estela, de 2,20 metros de alto, que relata la batalla de Qarqar. Se encuentra hoy en día en el Museo Británico y fue encontrada en el pueblo kurdo de Kurkh (quizás derivado del nombre asirio regional de Qurkhi) en Turquía (en turco Üçtepe), cercano a Bismil en la provincia de Diyarbakır. Relata también los seis primeros años del reinado del rey Salmanasar III pero se salta el quinto año.
El monolito cuenta principalmente las campañas de Salmanazar en el oeste de Mesopotamia y Siria, durante las cuales luchó contra los países de Bit Adini y Karkemish. La parte final de la historia inscrita en el monolito contiene el conteo de los beligerantes de la batalla de Qarqar, durante el cual una "alianza de doce reyes" luchó contra Salmanazar en la ciudad siria de Qarqar. Este pacto, compuesto por once reyes, fue dirigido por Irhuleni, rey de Hama, y Hadadezer, rey de Damasco. También menciona un fuerte contingente liderado por Acab, rey de Israel, siendo así la mención extra-bíblica más antigua del Reino de Israel. El monolito también contiene la primera mención histórica de los árabes, un contingente de camellos que fue liderado en esta batalla por el rey árabe Gindibu.